# Artemisia szowitziana
Artemisia szowitziana là một loài thực vật có hoa trong họ Cúc. Loài này được (Besser) Grossh. mô tả khoa học đầu tiên năm 1934.